# 彩须尖嘴蜂鸟
是雨燕目蜂鸟科的一种鸟类。
彩须尖嘴蜂鸟体重约5.8克，翼长约67.6毫米，嘴峰长约16.4毫米，喙宽度约1.7毫米，喙厚度约1.5毫米，跗蹠长约6毫米，尾长约50.6毫米。彩须尖嘴蜂鸟在其分布区内为留鸟，其栖息在开放的草原环境中，食性为草食性，主要食物来源是植物的花蜜。

## 亚种
- ：分布于哥伦比亚的安第斯山脉中部（托利马火山）。
- ：分布于哥伦比亚南部的安第斯山脉西部至秘鲁极北部。[4]